# Tournoi masculin de hockey sur gazon aux Jeux asiatiques de 2022
Navigation
Jakarta-Palembang 2018 Aichi-Nagoya 2026
Le tournoi masculin de hockey sur gazon aux Jeux asiatiques de 2022 a eu lieu au Gongshu Canal Sports Park Stadium à Hangzhou en Chine du 24 septembre au 6 octobre 2023. Il était initialement prévu de se tenir du 11 au 23 septembre 2022, mais le 6 mai 2022, ces Jeux sont reportés à cause de la pandémie de Covid-19.

## Équipes qualifiées
Due à la situation économique actuelle, le Sri Lanka déclare forfait et se voit remplacé par Singapour.
| Dates                        | Événement            | Lieu     | Quotas | Qualifiés                                                 |
| ---------------------------- | -------------------- | -------- | ------ | --------------------------------------------------------- |
| 16 septembre 2016            | Pays hôte            | Achgabat | 1      | Chine                                                     |
| 20 août - 1er septembre 2018 | Jeux asiatiques 2018 | Jakarta  | 5      | Inde Japon Corée du Sud Malaisie Pakistan                 |
| 6 - 15 mai 2022              | Qualifications 2022  | Bangkok  | 6      | Bangladesh Indonésie Oman Singapour Thaïlande Ouzbékistan |
| Total                        | Total                | Total    | 12     |                                                           |

## Critères
En cas d'égalité de points de plusieurs équipes à l'issue des matchs de poule, les critères suivants sont appliqués dans l'ordre indiqué pour établir leur classement:
1. Points de chaque équipe,
2. Matchs gagnés,
3. Différence de buts,
4. Buts pour,
5. Plus grand nombre de points obtenus dans les matchs de poule disputés entre les équipes concernées,
6. Buts marqués en plein jeu.

## Premier tour
Toutes les heures correspondent à CST (UTC+8)
Légende :
- Tour pour les médailles
- Matchs de classement

### Poule A
| Rang | Équipe      | Pts | J | G | N | P | Bp | Bc | Diff |
| ---- | ----------- | --- | - | - | - | - | -- | -- | ---- |
| 1    | Inde        | 15  | 5 | 5 | 0 | 0 | 58 | 5  | +53  |
| 2    | Japon T     | 12  | 5 | 4 | 0 | 1 | 36 | 9  | +27  |
| 3    | Pakistan    | 9   | 5 | 3 | 0 | 2 | 38 | 17 | +21  |
| 4    | Bangladesh  | 6   | 5 | 2 | 0 | 3 | 15 | 29 | -14  |
| 5    | Ouzbékistan | 3   | 5 | 1 | 0 | 4 | 7  | 49 | -42  |
| 6    | Singapour   | 0   | 5 | 0 | 0 | 5 | 5  | 50 | -45  |

| 24 septembre 2023 | Inde        | 16 - 0 | Ouzbékistan |
| 24 septembre 2023 | Japon       | 7 - 2  | Bangladesh  |
| 24 septembre 2023 | Pakistan    | 11 - 0 | Singapour   |
| 26 septembre 2023 | Inde        | 16 - 1 | Singapour   |
| 26 septembre 2023 | Ouzbékistan | 1 - 10 | Japon       |
| 26 septembre 2023 | Pakistan    | 5 - 2  | Bangladesh  |
| 28 septembre 2023 | Ouzbékistan | 2 - 18 | Pakistan    |
| 28 septembre 2023 | Bangladesh  | 7 - 3  | Singapour   |
| 28 septembre 2023 | Japon       | 2 - 4  | Inde        |
| 30 septembre 2023 | Singapour   | 0 - 14 | Japon       |
| 30 septembre 2023 | Bangladesh  | 4 - 2  | Ouzbékistan |
| 30 septembre 2023 | Pakistan    | 2 - 10 | Inde        |
| 2 octobre 2023    | Singapour   | 1 - 2  | Ouzbékistan |
| 2 octobre 2023    | Inde        | 12 - 0 | Bangladesh  |
| 2 octobre 2023    | Japon       | 3 - 2  | Pakistan    |

### Poule B
| Rang | Équipe       | Pts | J | G | N | P | Bp | Bc | Diff |
| ---- | ------------ | --- | - | - | - | - | -- | -- | ---- |
| 1    | Chine H      | 13  | 5 | 4 | 1 | 0 | 24 | 9  | +15  |
| 2    | Corée du Sud | 12  | 5 | 4 | 0 | 1 | 42 | 8  | +34  |
| 3    | Malaisie     | 10  | 5 | 3 | 1 | 1 | 36 | 11 | +25  |
| 4    | Oman         | 6   | 5 | 2 | 0 | 3 | 14 | 35 | -21  |
| 5    | Indonésie    | 3   | 5 | 1 | 0 | 4 | 7  | 28 | -21  |
| 6    | Thaïlande    | 0   | 5 | 0 | 0 | 5 | 3  | 35 | -32  |

| 24 septembre 2023 | Malaisie     | 9 - 0  | Thaïlande    |
| 24 septembre 2023 | Corée du Sud | 10 - 0 | Indonésie    |
| 24 septembre 2023 | Chine        | 3 - 2  | Oman         |
| 26 septembre 2023 | Malaisie     | 11 - 1 | Oman         |
| 26 septembre 2023 | Indonésie    | 1 - 5  | Chine        |
| 26 septembre 2023 | Corée du Sud | 10 - 0 | Thaïlande    |
| 28 septembre 2023 | Oman         | 5 - 3  | Thaïlande    |
| 28 septembre 2023 | Indonésie    | 2 - 9  | Malaisie     |
| 28 septembre 2023 | Chine        | 3 - 2  | Corée du Sud |
| 30 septembre 2023 | Oman         | 4 - 2  | Indonésie    |
| 30 septembre 2023 | Malaisie     | 3 - 4  | Corée du Sud |
| 30 septembre 2023 | Thaïlande    | 0 - 9  | Chine        |
| 2 octobre 2023    | Corée du Sud | 16 - 2 | Oman         |
| 2 octobre 2023    | Thaïlande    | 0 - 2  | Indonésie    |
| 2 octobre 2023    | Chine        | 4 - 4  | Malaisie     |

## Phase de classement

### Match pour la11eplace
| Match 31             | Singapour                             | 2 - 3   | Thaïlande                                  |                                                                     |                                                                     |
| 4 octobre 2023 10h15 | Marican 4e · Chua 30e                 | (2 - 2) | 10e Udomchok · 20e Tanakit · 50e Chanachol | Arbitrage : Sean Rapaport Shahbaz Ali Arbitre vidéo : Jakub Mejzlik | Arbitrage : Sean Rapaport Shahbaz Ali Arbitre vidéo : Jakub Mejzlik |
| 4 octobre 2023 10h15 | Rapport (FIH) Rapport (Hangzhou 2022) |         |                                            | Arbitrage : Sean Rapaport Shahbaz Ali Arbitre vidéo : Jakub Mejzlik | Arbitrage : Sean Rapaport Shahbaz Ali Arbitre vidéo : Jakub Mejzlik |

### Match pour la9eplace
| Match 32             | Indonésie                                       | 4 - 1   | Ouzbékistan |                                                                       |                                                                       |
| 4 octobre 2023 12h45 | Al Akbar 5e · Al Ardh 22e, 50e · Priliandro 28e | (3 - 0) | 51e Karimov | Arbitrage : Hideki Kinoshita You Hyosik Arbitre vidéo : Haroon Rashid | Arbitrage : Hideki Kinoshita You Hyosik Arbitre vidéo : Haroon Rashid |
| 4 octobre 2023 12h45 | Rapport (FIH) Rapport (Hangzhou 2022)           |         |             | Arbitrage : Hideki Kinoshita You Hyosik Arbitre vidéo : Haroon Rashid | Arbitrage : Hideki Kinoshita You Hyosik Arbitre vidéo : Haroon Rashid |

### Match pour la7eplace
| Match 35             | Oman                                           | 4 - 3   | Bangladesh                         |                                                                     |                                                                     |
| 6 octobre 2023 10h15 | Al Fazari 38e · Al Lawati 43e · Madit 53e, 55e | (0 - 2) | 11e Milon · 18e Rashel · 60e Sobuj | Arbitrage : Paul Walker Sean Rapaport Arbitre vidéo : Haroon Rashid | Arbitrage : Paul Walker Sean Rapaport Arbitre vidéo : Haroon Rashid |
| 6 octobre 2023 10h15 | Rapport (FIH) Rapport (Hangzhou 2022)          |         |                                    | Arbitrage : Paul Walker Sean Rapaport Arbitre vidéo : Haroon Rashid | Arbitrage : Paul Walker Sean Rapaport Arbitre vidéo : Haroon Rashid |

### Match pour la5eplace
| Match 36             | Malaisie                              | 2 - 5   | Pakistan                                                 |                                                                           |                                                                           |
| 6 octobre 2023 12h45 | Aminudin 5e · Razie 58e               | (1 - 1) | 8e Arbaz · 37e Rehman · 51e Rana · 53e Ammad · 59e Afraz | Arbitrage : Hideki Kinoshita You Hyosik Arbitre vidéo : Khamis Al Balushi | Arbitrage : Hideki Kinoshita You Hyosik Arbitre vidéo : Khamis Al Balushi |
| 6 octobre 2023 12h45 | Rapport (FIH) Rapport (Hangzhou 2022) |         |                                                          | Arbitrage : Hideki Kinoshita You Hyosik Arbitre vidéo : Khamis Al Balushi | Arbitrage : Hideki Kinoshita You Hyosik Arbitre vidéo : Khamis Al Balushi |

## Phase finale

### Tableau final
|  | Demi-finales   | Demi-finales   | Demi-finales   | Demi-finales   |                               |      | Finale         | Finale         | Finale         | Finale         |
|  |                |                |                |                |                               |      |                |                |                |                |
|  | 4 octobre 2023 | 4 octobre 2023 | 4 octobre 2023 | 4 octobre 2023 |                               |      | 6 octobre 2023 | 6 octobre 2023 | 6 octobre 2023 | 6 octobre 2023 |
|  | A1             | Inde           | 5              | 5              |                               |      | 6 octobre 2023 | 6 octobre 2023 | 6 octobre 2023 | 6 octobre 2023 |
|  | A1             | Inde           | 5              | 5              |                               |      | 6 octobre 2023 | 6 octobre 2023 | 6 octobre 2023 | 6 octobre 2023 |
|  | B2             | Corée du Sud   | 3              | 3              |                               |      | 6 octobre 2023 | 6 octobre 2023 | 6 octobre 2023 | 6 octobre 2023 |
|  | B2             | Corée du Sud   | 3              | 3              | A1                            | Inde | 5              | 5              |                |                |
|  | 4 octobre 2023 |                |                |                | A1                            | Inde | 5              | 5              |                |                |
|  |                |                | A2             | Japon          | 1                             | 1    |                |                |                |                |
|  | B1             | Chine          | A2             | Japon          | 1                             | 1    | 2              | 2              |                |                |
|  | B1             | Chine          |                |                |                               |      |                | 2              |                |                |
|  | A2             | Japon          | 3              | 3              |                               |      |                |                |                |                |
|  | A2             | Japon          | 3              | 3              | Match pour la troisième place |      |                |                |                |                |
|  |                |                |                |                |                               |      |                |                |                |                |
|  | 6 octobre 2023 |                |                |                |                               |      |                |                |                |                |
|  | B2             | Corée du Sud   | 2              | 2              |                               |      |                |                |                |                |
|  | B2             | Corée du Sud   | 2              | 2              |                               |      |                |                |                |                |
|  | B1             | Chine          | 1              | 1              |                               |      |                |                |                |                |
|  | B1             | Chine          | 1              | 1              |                               |      |                |                |                |                |

### Match pour la3eplace
| Match 37             | Chine                                 | 1 - 2   | Corée du Sud                |                                                                       |                                                                       |
| 6 octobre 2023 16h00 | Gao J.S. 8e                           | (1 - 1) | 9e Kim S.H. · 59e Jang J.H. | Arbitrage : Javed Shaikh Rawi Anbananthan Arbitre vidéo : Paul Walker | Arbitrage : Javed Shaikh Rawi Anbananthan Arbitre vidéo : Paul Walker |
| 6 octobre 2023 16h00 | Rapport (FIH) Rapport (Hangzhou 2022) |         |                             | Arbitrage : Javed Shaikh Rawi Anbananthan Arbitre vidéo : Paul Walker | Arbitrage : Javed Shaikh Rawi Anbananthan Arbitre vidéo : Paul Walker |

### Finale
| Match 38             | Japon                                 | 1 - 5   | Inde                                                          |                                                                          |                                                                          |
| 6 octobre 2023 18h30 | S. Tanaka 51e                         | (0 - 1) | 25e Manpreet · 32e, 59e Harmanpreet · 36e Amit · 48e Abhishek | Arbitrage : Nazmi Kamaruddin Lim Hong-Zhen Arbitre vidéo : Sean Rapaport | Arbitrage : Nazmi Kamaruddin Lim Hong-Zhen Arbitre vidéo : Sean Rapaport |
| 6 octobre 2023 18h30 | Rapport (FIH) Rapport (Hangzhou 2022) |         |                                                               | Arbitrage : Nazmi Kamaruddin Lim Hong-Zhen Arbitre vidéo : Sean Rapaport | Arbitrage : Nazmi Kamaruddin Lim Hong-Zhen Arbitre vidéo : Sean Rapaport |

## Classement final
| Rang                     | Groupe | Équipe       | J | V | N | P | BP | BC | Diff | Pts | Classement mondial FIH | Classement mondial FIH | Classement mondial FIH |
| Rang                     | Groupe | Équipe       | J | V | N | P | BP | BC | Diff | Pts | Avant                  | Après                  | +/-                    |
| ------------------------ | ------ | ------------ | - | - | - | - | -- | -- | ---- | --- | ---------------------- | ---------------------- | ---------------------- |
| Médaille d'or, Asie      | A      | Inde         | 7 | 7 | 0 | 0 | 68 | 9  | +59  | 21  | 3                      | 3                      | 0                      |
| Médaille d'argent, Asie  | A      | Japon T      | 7 | 5 | 0 | 2 | 40 | 16 | +24  | 15  | 19                     | 15                     | +4                     |
| Médaille de bronze, Asie | B      | Corée du Sud | 7 | 5 | 0 | 2 | 47 | 14 | +33  | 15  | 12                     | 10                     | +2                     |
| 4                        | B      | Chine H      | 7 | 4 | 1 | 2 | 27 | 14 | +13  | 13  | 28                     | 22                     | +6                     |
| 5                        | A      | Pakistan     | 6 | 4 | 0 | 2 | 43 | 19 | +24  | 12  | 15                     | 16                     | -1                     |
| 6                        | B      | Malaisie     | 6 | 3 | 1 | 2 | 38 | 16 | +22  | 10  | 10                     | 12                     | -2                     |
| 7                        | B      | Oman         | 6 | 3 | 0 | 3 | 18 | 38 | -20  | 9   | 27                     | 25                     | +2                     |
| 8                        | A      | Bangladesh   | 6 | 2 | 0 | 4 | 18 | 33 | -15  | 6   | 29                     | 31                     | -2                     |
| 9                        | B      | Indonésie    | 6 | 2 | 0 | 4 | 11 | 29 | -18  | 6   | 60                     | 47                     | +13                    |
| 10                       | A      | Ouzbékistan  | 6 | 1 | 0 | 5 | 8  | 53 | -45  | 3   | 66                     | 76                     | -10                    |
| 11                       | B      | Thaïlande    | 6 | 1 | 0 | 5 | 6  | 37 | -31  | 3   | 54                     | 69                     | -15                    |
| 12                       | A      | Singapour    | 6 | 0 | 0 | 6 | 7  | 53 | -46  | 0   | 47                     | 87                     | -40                    |

|  | Nation qualifiée pour les Jeux olympiques 2024 et les Jeux asiatiques de 2026                   |
|  | Nation qualifiée pour le Tournoi de qualification olympique 2024 et les Jeux asiatiques de 2026 |